# Marco Travaglio
Marco Travaglio (né le 13 octobre 1964 à Turin) est un journaliste et un écrivain italien, connu pour ses enquêtes et essais sur la vie politique et sociale en Italie.

## Biographie
Marco Travaglio passe sa maturité de lettres classiques au lycée salésien Valsalice de Turin, et obtient ensuite une maîtrise en histoire contemporaine à l'université de Turin. Il devient journaliste indépendant auprès de petits journaux catholiques comme Il nostro tempo. Il est présenté à Indro Montanelli qui le fait collaborer à Il Giornale en 1988. Ce dernier dit de lui : « Non, Travaglio ne tue personne. Avec un poignard. Il utilise une arme nettement plus raffinée et qu'il est impossible de poursuivre pénalement : les archives ». À la suite de l'emprise grandissante de Silvio Berlusconi sur la rédaction, il quitte Il Giornale et suit Montanelli dans la courte entreprise du quotidien libéral La Voce, puis chronique à plusieurs reprises dans les journaux de la gauche anti-berlusconienne, tels L'Unità et L'Espresso et assure également des articles dans le quotidien milanais Il Giorno.
Depuis 2009, il est un des principaux collaborateurs du Fatto Quotidiano et, depuis novembre 2011, de l'émission « Servizio Pubblico » de Michele Santoro. En 2015, il est nommé directeur de la rédaction du journal.

## Prix internationaux
L'Association des journalistes allemands (DJV) "Deutscher Journalisten-Verband" a attribué à Marco Travaglio le prix pour la "Liberté de la Presse" en l'an 2009. La décision, prise par le jury de sept membres de l'association, a été accompagnée par la déclaration suivante de Michael Konken, président de l'association des journalistes allemands. Konken a déclaré: «Nous rendons hommage à Marco Travaglio un collègue courageux et talentueux, pour sa lutte pour défendre la liberté d'expression et de presse en Italie contre de nombreux obstacles». Parmi les autres récipiendaires du Prix au cours des années précédentes le journaliste Miroslav Filipovic et la journaliste russe Olga Kitova. Filipović a reçu le prix pour ses articles sur les atrocités commises contre des civils au Kosovo par l'armée yougoslave, tandis qu'Olga Kitova a été honorée pour sa lutte pour dénoncer la corruption en Russie.

## Œuvres
- Palle mondiali; disegni di Marco Scalia. Milan: A. Mondadori 1994 (Biblioteca umoristica Mondadori)  (ISBN 88-04-38552-9)
- Stupidario del calcio e di altri sport; disegni di Marco Scalia Milan: A. Mondadori 1994  (ISBN 88-04-38231-7)
- Il pollaio delle libertà. Florence: Vallecchi 1995  (ISBN 88-8252-046-3)
- (avec Peter Gomez): La repubblica delle banane; prefazione di Curzio Maltese; Rome: Editori Riuniti 2001  (ISBN 88-359-4915-7)
- (avec Elio Veltri): L'odore dei soldi. Origini e misteri delle fortune di Silvio Berlusconi. Rome: Editori riuniti 2001  (ISBN 88-359-5007-4)
- Montanelli e il cavaliere: storia di un grande e di un piccolo uomo. Prefazione di Enzo Biagi, Milan: Garzanti 2004  (ISBN 88-11-60034-0)
- Berluscomiche. Bananas 2 la vendetta: le nuove avventure del cavalier Bellachioma dal kapo al kappao; prefazione di Antonio Padellaro. Milan: Garzanti 2005  (ISBN 88-11-59765-X)
- Bananas: un anno di cronache tragicomiche dallo stato libero di Berlusconia; Milan: Garzanti 2007  (ISBN 9788811679219)
- La scomparsa dei fatti: si prega di abolire le notizie per non disturbare le opinioni, Milan 2007 u. ö.
- Per chi suona la banana: il suicidio dell'Unione Brancaleone e l'eterno ritorno di Al Tappone. Milan: Garzanti 2008  (ISBN 9788811740971)